# Лангганс, Фридрих Вильгельм
Фридрих Вильгельм Лангганс (нем. Friedrich Wilhelm Langhans; 21 сентября 1832, Гамбург — 9 июня 1892, Берлин) — немецкий скрипач, композитор и музыковед.
Учился в Лейпцигской консерватории у Фердинанда Давида (скрипка) и Э. Ф. Э. Рихтера (композиция). Затем совершенствовался как исполнитель в Париже у Дельфена Аляра.
В 1852—1856 гг. играл в лейпцигском Оркестре Гевандхауса, в 1857—1860 гг. был концертмейстером в Дюссельдорфе, затем учителем и солистом в Гамбурге (1860), Париже (1863), Гейдельберге (1869), где окончил курс университета. С 1871 г. жил в Берлине, с 1874 г. преподавал историю музыки в Новой академии музыки, в 1881 г. перешёл в новосозданную консерваторию Шарвенки.
Опубликовал концертное аллегро для скрипки с оркестром, скрипичные этюды, скрипичную сонату; в рукописи остались струнный квартет (премирован в 1864 г. во Флоренции), симфония, увертюра к «Спартаку», романсы. Автор трактата «Музыкальное суждение и его воспитание через образование» (нем. Das musikalische Urtheil und seine Ausbildung durch die Erziehung; 1872, 2-е изд. 1886), сборника лекций по истории музыки (нем. Musikgeschichte in 12 Vorträgen; 1878). Затем напечатал в двух томах «Историю музыки XVII, XVIII и XIX столетий» (нем. Die Geschichte der Musik des 17., 18. und 19. Jahrhunderts; 1882—1886), написанную в продолжение не доведённой до конца «Истории музыки» А. Амброса.
Почётный член музыкальных академий во Флоренции (Филармоники, 1878) и Риме (S. Caecilia, 1887).
Был женат (с 1858 г.) на пианистке Луизе Яфа, изредка выступал с ней в ансамбле. Их сын, Юлиус Лангганс (1862—1905), с 1886 г. преподавал музыку в Сиднее.